# Измит

Изми́т (тур. İzmit) — город в регионе Мармара, Турция, в области Чаталджа-Коджаэли (тур. Çatalca-Kocaeli Bölümü). Административный центр (центральный район, меркези) провинции Коджаэли.
Располагается на северном побережье Мраморного моря на узкой прибрежной полосе и на холмах высотой до 200 м.
До 1337 года город носил название Никомедия (др.-греч. Νικομήδεια) и принадлежал Римской империи, а после
Византии. В 1337 году Никомедия была захвачена турками и стала частью Османской империи. Город потерял своё значение и стал третьестепенным. Сейчас Измит является центром одного из важнейших промышленных районов Турции.

## История города

### Доисторические времена и античность
Согласно исследованиям, люди живут на этой территории вот уже пять тысяч лет, что неудивительно, поскольку город обладает удачным географическим положением, являясь пересечением многих торговых путей.
Первые свидетельства постоянного поселения на месте Измита относятся к XII веку до нашей эры. В это время территория была под властью фригийцев и позже перешла к народу, прибывшему сюда из греческого города Мегара в поисках новых мест для жизни. Обосновались они в районе нынешней Башискеле, где построили портовый городок Астакос.
Городок был разрушен царём Фракии Лисимахом и на месте сегодняшнего Измита был возведён город Никомедия. В 91—94 годах до нашей эры город переходит под управление Римской империи. В 284 г. н. э. император Диоклетиан снова превращает город в столицу и Никомедия становится четвёртым по величине городом империи — после Рима, Антиохии и Александрии.
В это время Никомедия приобрела большое культурное значение, её называли «Афинами в Вифинии». Расположенная на путях из Малой Азии на Балканы, она была крупным торговым и ремесленным центром и сохранила своё значение даже после переноса столицы в Константинополь. Никомедия прославилась также своими святыми: более 100 христианских святых именуются Никомедийскими: Святой Георгий (Победоносец, греч. Άγιος Γεώργιος), Трофим Никомедийский, Евсевий Никомедийский, Каллиста Никомедийская, Ермолай Никомедийский, Никомедийские мученики (Анфим, епископ Никомедийский, Вавила Никомедийский и его 84 ученика) святой великомученик и целитель Пантелеимон и другие.
Диоклетиан был талантливым правителем, но в то же время являлся фанатичным приверженцем языческих богов. Он устроил одно из жесточайших гонений на христиан. Так 23 апреля 303 года в Никомедии, во время правления императора Диоклетиана, после восьмидневных тяжких мучений был обезглавлен христианский святой, великомученик Святой Георгий (Победоносец).
Город, множество раз подвергавшийся землетрясениям, был восстановлен только во времена императора Юстиниана.

### Сельджукский и османский периоды
В 1078 город перешёл в руки турок-сельджуков. Во времена Крестовых походов турки потеряли город (1083).
Окончательный переход под управление турок произошёл в период правления Орхана I Гази в 1337 году. Никомедия, превратившаяся во времена сельджуков в Изникмид (тур. İznikmid), в правление Баязида I стала называться Измид (тур. İzmid) (следует отметить, что Никомедия и Измит — это одно и то же слово, но взятое из разных исторических периодов, а не два разных названия, то есть переименования как такового не произошло). Если в те времена Византия и имела планы на возврат Никомедии, осуществиться им не пришлось.
Во времена султана Селима I в Измите были построены корабельные верфи. Период наивысшего расцвета города пришёлся на правление султана Сулеймана I. Значение города возросло с открытием двух транспортных линий в 1837 году: судоходного сообщения между Измитом и Стамбулом и железнодорожной ветки от вокзала Хайдарпаша через Измит до Анкары. Однако землетрясение 1894 года привело к упадку города.
Санджак Измит (1912 г.)
| Санджак | Каза       | Турки   | Греки  | Армяне | Евреи | Общая численность |
| Измит   | Измит      | 18 223  | 3 603  | 18 550 | 2 500 | 42 876            |
|         | Карамурсал | 5 000   | 19 732 | 2 875  | -     | 27 607            |
|         | Ялова      | 5 000   | 14 894 | 1 000  | -     | 20 894            |
|         | Адапазар   | 32 374  | 14 333 | 14 220 | -     | 61 934            |
|         | Хандра     | 37 452  | 7 689  | 5 101  | -     | 50 242            |
|         | Гейве      | 18 900  | 12 883 | 6 889  | -     | 38 780            |
|         | Итого:     | 116 949 | 73 134 | 48 635 | 2 500 | 242 333           |

Источник: George Sotiriadis: An Ethnological Map Illustrating Hellenism in the and, 1918
Первая мировая война лишила город прежнего значения. 6 июля 1920 года город захвачен англичанами, 28 апреля 1921 года греками. 28 июля город снова вернулся туркам.

## География
Измит располагается между 40° и 41° северной широты и между 29° и 31° восточной долготы на берегу Измитского залива Мраморного моря и на севере омывается водами Чёрного моря. Является административным центром провинции Коджаэли.
Поверхность характеризуется обилием крутых склонов. Основная часть города располагается вдоль узкой полоски берега.
Топографически город делится на две непохожих друг на друга части. Первая часть — это старые кварталы, застроенные преимущественно малоэтажными домами (местами даже трущобами), с их узкими улочками, карабкающимися по склонам холмов. Вторая часть — деловой центр города с проходящими через него автомобильной и железнодорожной магистралями. Ещё одна важная особенность города — это его принадлежность к зоне землетрясений первой степени опасности. Все эти геологические и топографические особенности вкупе с осадками повышают риск селей и оползней.
Измит располагается на востоке Мраморноморского региона, который соединяет Европу и Азию. На севере омывается Чёрным морем, на востоке граничит с провинцией Сакарья, на юге с Бурсой, на западе с Яловой и Стамбулом. Согласно переписи 2007 года, в Измите проживает 1 437 926 человек, и на квадратный километр приходится 398 человек. Наличие сухопутных, железнодорожных, морских и даже воздушных (военный аэродром, который должен стать аэродромом для частных самолётов деловой элиты Измита) путей сообщения превращает город в важный транспортный узел Турции.
Проходящий через восточную часть Измита 30-й меридиан определяет часовой пояс Турции (UTC+2).

## Строение поверхности
Значительная часть территории Коджаэли к северу от Измитского залива (собственно Измит) является неровным плато с уклоном с юга на север.
Плато выглядит как холмистая местность, изрезанная долинами рек, впадающих в Чёрное море. Возле залива высота холмов достигает 645 м, в то время как на севере у Чёрного моря едва ли превышает 350 м. Долина Измита и озеро Сапанджа (тур. Sapanca) представляют собой низменности. Область к югу от залива в основном холмистая. Вдоль берегов озера и залива остаётся узкая полоска земли, ограниченная круто взмывающими вверх склонами Саманских гор до высоты 1602 м — гора Картепе, что в переводе означает «Снежный холм» или «Снежная вершина».

## Население
Измит — один из важнейших промышленных и торговых центров Турции — обладает населением в 643 766 человек, из которых 202 003 проживают собственно в городе и 441 763 — в сельских районах и пригороде. Землетрясение 17 августа 1999 года вызвало значительное изменение в численности населения.
Провинция (вилайет, ил) Коджаэли, центром которой является Измит, занимает территорию 3626 км² и обладает населением в 1 223 000 человек. Интенсивная индустриализация 1955—1960 годов вызвала быстрый рост населения.
Согласно поадресной переписи населения 2007 года, в Коджаэли проживает 1 437 926 человек. В связи с развитием туризма, появлением новых рабочих мест и суточной миграцией рабочей силы, количество человек, находящихся на территории провинции, меняется в зависимости от времени суток.

## Климат
Климат Измита переходный от умеренного морского климата к средиземноморскому. Лето жаркое и сравнительно сухое. Однако сильная жара в городе бывает редко, и температура крайне редко достигает 35 °C и выше. Зима прохладная и влажная. Снегопады и морозы являются довольно распространенным явлением в зимний период. В среднем девять дней в году выпадает снег. Весна и осень приятно мягкие по погоде, но склонны к резким перепадам температуры.
Среднегодовая температура составляет 14,5 °C. Исторический максимум в 44,1 °C был зафиксирован 13 июля 2000 года. Минимум был зарегистрирован 23 февраля 1985 года и составил −8,3 °C.
Преобладает порывистый юго-восточный ветер. Среднегодовое количество осадков — 823,3 мм. Больше всего осадков (107,8 мм) выпадает в декабре. Самый сухой месяц — август (39,2 мм).
Город получает более 2000 солнечных часов в год, лето бывает солнечным.
Относительная влажность летом составляет 56 %, зимой — 64,6 %.

## Географическое положение
Измит, центр граничащей со Стамбулом провинции Коджаэли, находится от Стамбула на расстоянии 85 км. Расстояние до Анкары по автомагистрали TEM (тур. TEM otoyolu) составляет 320 км. Аэропорт Ататюрка находится в 120 км от центра города.
Побережье Коджаэли на севере омывается водами Чёрного моря, а на юге Измитским заливом Мраморного моря. При рассмотрении на карте можно увидеть, что территория Коджаэли как бы обнимает залив с севера востока и юга. Залив является одним из самых загруженных узлов турецких морских путей. В заливе находится два больших порта — Дериндже (Derince) и Ярымджа (Yarımca) — а также около тридцати четырёх частных пристаней.
Измит с его железными дорогами, автомагистралями и портами является одним из важнейших транспортных узлов, соединяющих европейскую и азиатскую часть Турции.

## Экономика
Измит — второй по развитости промышленного производства город Турции. Здесь расположены заводы и фабрики таких фирм, как Borusan Mannesmann, Lassa, Kordsa, Brisa, Goodyear, Pirelli, Ford, Honda, Hyundai, Chrysler, Petkim, TÜPRAŞ, Tabosan, «Ассан Алюминий», DYO, Marshall, Arçelik, Lever и др. Экономика Измита почти полностью зависит от промышленности. Близость к такому крупному деловому центру, как Стамбул, и наличие железных дорог и автомагистралей даёт возможность транзитных перевозок. Пять государственных портов, сорок три частных пристани занимают важное место в транспортной системе страны.
Фабрика по производству бумаги Seka Kağıt Fabrikası является одним из старейших предприятий города (осн. 1934) и вносит большой вклад в развитие экономического потенциала города. Изначально экономика города основывалась на текстильной и лесоперерабатывающей промышленности. С открытием таких фирм, как Petrol Ofisi в 1941, TÜPRAŞ в 1960, Petkim в 1965, значительную долю в экономике заняла нефтеперерабатывающая промышленность. В последние годы развились органическая химия, металлургия, производство продуктов питания, лекарств, удобрений, красок. В Измите также есть судостроительная верфь.

## Города-побратимы
| Страна, регион   | Город-побратим | Год установления связи |
| ---------------- | -------------- | ---------------------- |
| Германия         | Кассель        | 1989                   |
| Республика Корея | Ульсан         | -                      |
| Китай            | Цзинань        | -                      |
| Венгрия          | Секешфехервар  | -                      |
| Молдова          | Чадыр-Лунга    | -                      |
| Ливия            | Эль-Байда      | 2013                   |